# Clowesia warczewitzii
Clowesia warczewitzii là một loài thực vật có hoa trong họ Lan. Loài này được (Lindl. & Paxton) Dodson mô tả khoa học đầu tiên năm 1975.